# Przejście graniczne Katowice-Pyrzowice
Przejście graniczne Katowice-Pyrzowice – polskie lotnicze przejście graniczne położone w województwie śląskim, w powiecie tarnogórskim, w gminie Ożarowice, na terenie Międzynarodowego Portu Lotniczego Katowice w Pyrzowicach.

## Opis
Stałe lotnicze przejście graniczne Katowice-Mierzęcice, ustalono Rozporządzeniem Rady Ministrów nr 214 z 28 maja 1991 roku w sprawie ustalenia morskich i stałych lotniczych przejść granicznych.
Przejście graniczne Katowice-Pyrzowice powstało 1 maja 1994 roku, kiedy to pyrzowickie lotnisko uzyskało status międzynarodowego portu lotniczego. Czynne jest codziennie przez całą dobę i początkowo dopuszczony był ruch jedynie osobowy, a następnie został rozszerzony o ruch towarowy. Odprawę graniczną wykonuje Straż Graniczna. Obsługiwane początkowo przez Graniczną Placówkę Kontrolną Straży Granicznej w Katowicach-Pyrzowicach, a od 24 sierpnia 2005 roku Placówkę Straży Granicznej w Katowicach-Pyrzowicach. Kontrolę celną wykonuje Służba Celno-Skarbowa; względem ludzi Oddział Celny Osobowy Port Lotniczy Katowice-Pyrzowice, względem towarów Oddział Celny Towarowy Port Lotniczy Katowice-Pyrzowice.

## Zasięg terytorialny
Zasięg terytorialny lotniczego przejścia granicznego Katowice-Pyrzowice, w której dokonuje się kontroli granicznej i kontroli bezpieczeństwa osób, bagaży, towarów i statków powietrznych ustala Wojewoda Śląski w porozumieniu z zarządzającym lotniskiem oraz właściwym komendantem oddziału Straży Granicznej, a w przypadku gdy w przejściu tym wykonywane są czynności w ramach dozoru celnego – także z Dyrektorem Izby Administracji Skarbowej w Katowicach. W przypadku gdy w lotniczym przejściu granicznym wykonywana jest graniczna kontrola weterynaryjna, Wojewoda Śląski ustala strefy lotniska, o których wyżej mowa, także w porozumieniu z granicznym lekarzem weterynarii.

## Galeria

Przejście graniczne Katowice-Pyrzowice
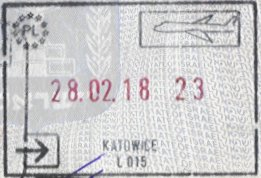
Stempel kontroli granicznej